# Greg Van Avermaet
Greg Van Avermaet (Lokeren, 1985. május 17. –) belga profi kerékpáros. Jelenleg a francia AG2R Citroën Team-ben versenyez. Elsősorban egynapos versenyekre specializálódott, de számos szakaszt nyert többnapos versenyeken is. A 2016-os olimpia férfi mezőnyversenyének győztese, nyert szakaszokat és viselte a sárga trikót a Tour de France-on, szakaszgyőzelmet aratott és a pontverseny összetettjét is megnyerte a Vueltán. A Monumentumok közül 2017-ben megnyerte a Párizs - Roubaix-t, de számos más World Tour szintű egynapos versenyen is diadalmaskodott.

## Eredményei
| 2005 1., 1. szakasz - Triptyque des Barrages 8. - Kerékpáros Európa-bajnokság - Mezőnyverseny - U23 8. - Ronde van Vlaanderen - Junior 2006 1., Belga országúti bajnokság - Mezőnyverseny - U23 1. - Internationale Wielertrofee Jong Maar Moedig 2. - Paris-Tours - Junior 4. - GP Waregem 8., összetettben - Triptyque des Monts et Châteaux 8., összetettben - Giro delle Regioni 9. - Druivenkoers-Overijse 2007 1., 5. szakasz Tour of Qatar 1., 2. szakasz Tour de Wallonie 1. - Rund um die Hainleite 1. - Memorial Rik Van Steenbergen-Aartselaar 3. - Ronde van het Groene Hart 4. - Nokere Koerse 4. - GP d'Isbergues-Pas de Calais 5. - GP Kanton Aargau-Gippingen 5. - GP Gerrie Knetemann 6. - Halle-Ingooigem 6., összetettben - Tour de Picardie 8. - Vattenfall Cyclassics 9., összetettben - Ronde van België 2008 1., 2. szakasz - Tour de l'Ain 1., 9. szakasz - Vuelta a Espańa 1., Vuelta a Espańa - Pontverseny 2., összetettben - Tour de Wallonie 1., 3. szakasz 2., összetettben - Ronde van België 1., 3. szakasz 3., összetettben - Tour of Qatar 3. - E3 Prijs Vlaanderen-Harelbeke 4., Belga országúti bajnokság - Mezőnyverseny 7., összetettben - Tour de Picardie 7. - GP Stad Zottegem 7. - GP Ouest France–Plouay 8. - Ronde van Vlaanderen | 2009 4. - Omloop Het Nieuwsblad 4. - Halle-Ingooigem 4., Belga országúti bajnokság - Mezőnyverseny 5., összetettben - Ronde van België 5. - GP d'Isbergues 6. - GP Jef Scherens 9. - GP Kanton Aargau-Gippingen 2010 3. - Halle-Ingooigem 4., Belga országúti bajnokság - Mezőnyverseny 5., Országúti világbajnokság - Mezőnyverseny 8. - Brabantse Pijl 9., összetettben - Tour de l'Ain 2011 1., összetettben - Tour de Wallonie 1., 5. szakasz 1. - Párizs-Tours 1., 6. szakasz - Österreich-Rundfahrt 2., összetettben - Ronde van België 2. - Gran Piemonte 3. - Clásica de San Sebastián 4. - Halle-Ingooigem 7. - Liège–Bastogne–Liège 9. - Montepaschi Strade Bianche 9. - Milánó–Sanremo 2012 2. - Grand Prix Cycliste de Québec 4. - Flamand körverseny 2. - Grand Prix de Wallonie 5. - Omloop Het Nieuwsblad 5. - De Brabantse Pijl 2013 1.,összetettben - Tour de Wallonie 4. - Párizs - Roubaix 3. - Gent–Wewelgem 3. - Grand Prix Cycliste de Québec 4. - Grand Prix Cycliste de Montréal 2017 1. - Omloop Het Nieuwsblad 1. - E3 Harelbeke 1. - Párizs–Roubaix |

## Grand Tour eredményei
| Grand Tour | 2008 | 2009 | 2010 | 2011 | 2012 |
| ---------- | ---- | ---- | ---- | ---- | ---- |
| Giro       | -    | -    | -    | -    |      |
| Tour       | -    | 88.  | -    | -    |      |
| Vuelta     | 66.  | -    | 48.  | 83.  |      |

## Külső hivatkozások
- Hivatalos oldal Archiválva 2007. október 13-i dátummal a Wayback Machine-ben (belaruszul)
- Twitter oldala